# Joseba Koldobika Begoña
Joseba Koldobika Begoña Ibarra es un terrorista español que, integrado en el comando Vizcaya de la banda Euskadi Ta Askatasuna (ETA), perpetró el asesinato de Cristóbal Martín Luengo, subteniente de la Guardia Civil.

## Biografía
Integrado en el comando Vizcaya, el 8 de septiembre de 1987, en Bilbao, asesinó de un tiro en la nuca a Cristóbal Martín Luengo, castellanoleonés destinado en el País Vasco como subteniente de la Guardia Civil. De 51 años, estaba casado y tenía tres hijos. Begoña y los otros terroristas que participaron en el asesinato —el Ministerio del Interior identificaría más tarde a uno de ellos como Félix Ignacio Esparza Luri— huyeron en un taxi robado a punta de pistola y dejaron al propietario abandonado en el maletero.
Detenido en Francia el 30 de noviembre de 1990, Begoña fue extraditado a España, donde la Audiencia Nacional lo procesó por el asesinato. Si bien negó en todo momento los hechos, una huella dactilar lo conectaba con ellos. Asimismo, se le imputaba un delito de robo con toma de rehenes por las acciones que llevó a cabo en la huida que siguió al asesinato. Por esos dos cargos, fue condenado a un total de 33 años y nueve meses de prisión, a los que se sumaba la obligación de abonar una indemnización de 30 millones de pesetas a la esposa del agente que había asesinado.
Begoña cumplió condena en Francia entre 1993 y 1997 y fue luego trasladado al centro penitenciario de Nanclares de la Oca después de, según informó entonces el Ministerio del Interior, haber renegado de ETA y de la violencia. En 1999, cuando apenas había cumplido nueve años encarcelado, se le concedió el tercer grado por una depresión.